# Xenofrea mariae
Xenofrea mariae es una especie de escarabajo longicornio del género Xenofrea, tribu Xenofreini, subfamilia Lamiinae. Fue descrita científicamente por Nascimento & al. en 2020.

## Descripción
Mide 6,2 milímetros de longitud.

## Distribución
Se distribuye por Brasil.